# امامزاده طاهر و مطهر
امامزاده طاهر و مطهر مربوط به اوایل دوره قاجار است و در شهرستان گرمسار، روستای کوشک واقع شده و این اثر در تاریخ ۲۵ اسفند ۱۳۷۹ با شمارهٔ ثبت ۳۳۷۶ به‌عنوان یکی از آثار ملی ایران به ثبت رسیده‌است.